# Giuseppe Rossino
Giuseppe Rossino (ur. 15 stycznia 1880 w Robella di Trino, zm. 31 grudnia 1949) – włoski duchowny rzymskokatolicki, arcybiskup, sekretarz Świętej Kongregacji ds. Seminariów i Uniwersytetów.

## Biografia
20 lipca 1902 otrzymał święcenia prezbiteriatu.
28 marca 1931 papież Pius XI mianował go arcybiskupem tytularnym salonickim. 19 kwietnia 1931 przyjął sakrę biskupią z rąk sekretarza Świętej Kongregacji Konsystorialnej kard. Raffaela Carlo Rossiego OCD. Współkonsekratorami byli arcybiskup Vercelli Giacomo Montanelli oraz biskup Acireale Evasio Colli.
9 marca 1946 (lub w 1945) papież Pius XII mianował go sekretarzem Świętej Kongregacji ds. Seminariów i Uniwersytetów. Urząd ten pełnił do śmierci 31 grudnia 1949.